# 卡莱斯塔诺
卡莱斯塔诺（義大利語：Calestano），是意大利帕尔马省的一个市镇。总面积57.36平方公里，人口2127人，人口密度37人/平方公里（2017年）。義大利國家統計研究所（ISTAT）代码为034008。